# Дипалладийпентамагний
Дипалладийпентамагний — бинарное неорганическое соединение, интерметаллид
палладия и магния
с формулой Mg5Pd2,
кристаллы.

## Получение
- Сплавление стехиометрических количеств чистых веществ:

{\displaystyle {\mathsf {2Pd+5Mg\ {\xrightarrow {450^{o}C}}\ Mg_{5}Pd_{2}}}}

## Физические свойства
Дипалладийпентамагний образует кристаллы
гексагональной сингонии,
пространственная группа P 63/mmc,
параметры ячейки a = 0,86735 нм, c = 0,81745 нм, Z = 4,
структура типа пентаалюминийдикобольта Co2Al5
.
Соединение образуется по перитектической реакции при температуре ≈450°C
или конгруэнтно плавится при температуре 697°C.
Имеет область гомогенности 26,3÷28 ат.% палладия.